# Prirođena srčana mana
Prirođene (kongenitalne) srčane mane je naziv za skupinu poremećaja strukture srca i polazišta velikih krvnih žila, koji su prisutni od rođenja.

## Epidemiologija
Prirođene srčane mane se javljaju u 0,8% novorođenčadi. Kod oko 25% novorođenčadi sa srčanim mana, prisutna je prirođena abnormalnost nekog drugog organskog sustava.
Osam najčešćih prirođenih srčanih mana čini oko 80% od svih prirođenih srčanih mana u populaciji, a najčešća prirođena srčana mana je defekt ventrikularnog septuma (VSD), koji se javlja kod otprilike 1/3 osoba od svih osoba s prirođenim srčanim manama.

## Etiologija
Točan uzrok nastanka prirođenih srčanih mana je nepoznat. Pretpostavlja se da je kod većine oboljelih uzrok nastanka posljedica međudjelovanja vanjskih uzroka i genetičkih činilaca. 
Poznato je da određeni vanjski uzroci, bolest majke (npr. diabetes mellitus, fenilketonurija), zarazne bolesti majke (npr. rubeola) ili unos određenih tvari u tijelo majke (npr. alkohol, litij, talidomid), tijekom trudnoće mogu uzrokovati pojavu prirođene srčane mane.
U sklopu određenih genetičkih poremećaja, kao što su kromosomski poremećaji (npr. trisomija 13, trisomija 18, trisomija 21) ili određeni sindromi (npr. Marfanov sindrom), mogu se javiti prirođene srčane mane.

## Podjela
Prirođene srčane mane se mogu podijeliti prema anatomskim, hemodinamskim i kliničkim kriterijima.

### Podjela po anatomskim kriterijima
Pojedine anatomske anomalije se često javljaju u određenim kombinacijama. Prema anatomskim kriterijima prirođene srčane mane se dijele u četiri skupine:
- Defekt pregrade npr.:
  - defekt atrijskog septuma
  - defekt ventrikularnog septuma
  - defekt atrioventrikularnog septuma

- Stenoza, atrezija i insuficijencija zalistaka srca ili velikih krvnih žila, npr.: stenoza aorte, stenoza plućne arterije, atrezija trikuspidalnih zalistaka

- Spojevi između velikih krvnih žila, npr:
  - ductus arteriosus persistens (Botalli)

- Abnormalni položaj srca, izlazišta velikih krvnih žila ili utoka vena, npr.:
  - transpozicija velikih krvnih žila
  - dekstrokardija

### Podjela po hemodinamskim kriterijima
Podjele prema hemodinamskim kriterijima je značajna zbog utjecaja na liječenje. Prema postojanju spoja, šanta (od engl. shunt) između plućnog i sustavnog optoka krvi, razlikujemo prirođene srčane mane: 
- prirođene srčane mane bez spoja, npr.: koarktacija aorte, plućna stenoza
- prirođene srčane mane sa spojem, koje se dodatno prema smjeru protoka krvi kroz spoj dijele na:
  - srčane mane s lijevo-desnim (L-D) spojem ili, arterijsko-venskim spojem, npr. VSD, ASD
  - srčane mane s desno-lijevim (D-L) (vensko-arterijski spoj) ili obostranim spojem, npr. tetralogija Fallot, Ebsteinova anomalija

## Simptomi
Ovisno o samoj prirođenoj srčanoj mani, simptomi mogu varirati, od bolesti koja je asimptomatska (bez simptoma) pa sve do stanja s izraženim simptomima koje neposredno ugrožava život. Neki od simptoma koja se mogu javiti kod prirođenih srčanih mana su: zaduha (dispneja) u naporu, cijanoza, bol u prsima, sinkopa, šum na srcu, zaostajanje u rastu i razvoju djeteta ili dijelova tijela djeteta, nakupljanje tekućine u plućima ili donji udovima.

## Liječenje
Ovisno o samoj anomaliji, pojedine srčane mane ne zahtijevaju nikakvo liječenje, dok su kod nekih potrebni kirurški zahvat na srcu i krvnim žilama i liječenje lijekovima.
|  | Molimo pročitajte upozorenje o korištenju medicinskih informacija. Ne provodite liječenje bez savjetovanja s liječnikom! |